# Ngần Ngọc Nghĩa
Ngần Ngọc Nghĩa (sinh ngày 20 tháng 7 năm 1999) là một vận động viên điền kinh Việt Nam. Anh từng thi đấu trong nội dung 100 mét nam tại Giải vô địch điền kinh thế giới 2019.

## Tiểu sử
Ngần Ngọc Nghĩa sinh năm 1999 trong một gia đình thuần nông ở xã Hua Păng, huyện Mộc Châu, tỉnh Sơn La.
Năm 2014, các huấn luận viên của Công an nhân dân tới tuyển chọn vận động viên tại giải điền kinh học sinh tỉnh Sơn La. Ngần Ngọc Nghĩa, 15 tuổi, đã được các thầy mời xuống Hà Nội tập luyện. 
Bước vào điền kinh năm 2015.
Vào nửa cuối năm 2015, Nghĩa gặp chấn thương khá nặng ở cơ đùi sau. Phải nghỉ tập luyện hoặc chỉ tập nhẹ trong khoảng 6-7 tháng Ngần Ngọc Nghĩa cũng vượt qua chấn thương.

## Sự nghiệp
Giải vô địch quốc gia năm 2016. Ngần Ngọc Nghĩa giành tấm huy chương vàng nội dung 4x100m nam của đội Công an nhân dân.
Tại giải điền kinh vô địch quốc gia năm 2017, Nghĩa giành tấm huy chương vàng đầu tiên ở nội dung tiếp sức 4x100 m nam.
Ngần Ngọc Nghĩa đạt thành tích 21 giây 29, giành huy chương vàng, người về nhì là Lương Văn Thao. Xếp thứ Ba là Nguyễn Văn Châu trong khi Lê Trọng Hinh xếp hạng tư tại Đại hội Thể thao toàn quốc 2018 
Một kỷ lục khác được thiết lập tại đường đua chung kết 4x100m tiếp sức nam. Đoàn Công an Nhân dân với 4 vận động viên Võ Ngọc Huy, Hoàng Mạnh Cường, Lãnh Văn Cương và Ngần Ngọc Nghĩa, lập kỷ lục quốc gia mới 40 giây 44, vượt qua kỷ lục cũ do các vận động viên Quân đội thiết lập ở giải vô địch Quốc gia năm 2012 đạt huy chương vàng tại giải điền kinh vô địch quốc gia 2019.
Ở chung kết 100m nam, Ngần Ngọc Nghĩa so tài với 7 đối thủ, trong đó có sự trở lại của cựu vô địch điền kinh quốc gia Lê Trọng Hinh (Thanh Hóa). Ngọc Nghĩa đã cán đích đầu tiên với thành tích 10 giây 40. Không chỉ bảo vệ thành công huy chương vàng, Ngọc Nghĩa còn phá luôn kỷ lục quốc gia 10 giây 47 mà mình lập 2 năm về trước tại Giải điền kinh vô địch quốc gia 2020 diễn ra tại Sân vận động Quốc gia Mỹ Đình.
Dự tranh vòng loại nội dung 200m tháng 5 năm 2022 tại sân vận động Quốc gia Mỹ Đình, Ngần Ngọc Nghĩa đã về nhất ở lượt chạy cuối với 20 giây 81. Sau khi xem xét kĩ về sức gió và các điều kiện, bộ phận chuyên môn xác nhận thành tích của Ngần Ngọc Nghĩa được công nhận là kỷ lục quốc gia mới. Kỷ lục quốc gia cũ là của cựu tuyển thủ Lê Trọng Hinh từng giành được là 20 giây 89 khi đạt huy chương vàng tại SEA Games 28 ở Singapore 7 năm về trước.
Ngần Ngọc Nghĩa đoạt huy chương vàng tại SEA Games 31 mà còn phá kỷ lục quốc gia với thành tích 10 giây 35 (kỷ lục cũ 10 giây 40 do chính anh nắm giữ) và phá kỷ lục Đại hội (10 giây 47).
Ngày 16 tháng 2 năm 2022 Ngần Ngọc Nghĩa đã bị chấn thương ngay sau khi nỗ lực cán đích giành huy chương vàng ở nội dung chạy tiếp sức 4x100m tại SEA Games 31. Đội tiếp sức nam Công an nhân dân với sự góp mặt của bốn vận động viên gồm Lê Trung Kiên, Đặng Hoàng Ánh, Lãnh Văn Cương, Ngần Ngọc Nghĩa đã về đích đầu tiên với thời gian 40 giây 83.

## Thành tích nổi bật

### Thể thao
| Nội dung | Thành tích | Giải đấu                                 | Địa điểm                                                 | Ngày                 |
| -------- | ---------- | ---------------------------------------- | -------------------------------------------------------- | -------------------- |
| 4x100 m  |            | Giải Vô địch Điền kinh quốc gia năm 2016 | Sân vận động Thống Nhất, Thành phố Hồ Chí Minh, Việt Nam |                      |
| 4x100 m  | 10.67      | Giải Vô địch Điền kinh quốc gia năm 2017 | Sân vận động Thống Nhất, Thành phố Hồ Chí Minh, Việt Nam | 23 tháng 10 năm 2017 |
| 200 m    | 22.15      | Đại hội Thể thao toàn quốc 2018          | Sân vận động Quốc gia Mỹ Đình, Hà Nội, Việt Nam          | 30 tháng 11 năm 2018 |
| 4x100 m  | 40.44      | Giải điền kinh vô địch quốc gia 2019     | Thành phố Hồ Chí Minh, Việt Nam                          | 17 tháng 09 năm 2019 |
| 100 m    | 10.47      | Giải điền kinh vô địch quốc gia 2020     | Sân vận động Quốc gia Mỹ Đình, Hà Nội, Việt Nam          | 10 tháng 11 năm 2020 |
| 100 m    | 10.35      | SEA Games 31                             | Sân vận động Quốc gia Mỹ Đình, Hà Nội, Việt Nam          | 14 tháng 12 năm 2022 |
| 4x100 m  | 40.83      | SEA Games 31                             | Sân vận động Quốc gia Mỹ Đình, Hà Nội, Việt Nam          | 16 tháng 12 năm 2022 |